# Chacabuco (província)
Chacabuco é uma província do Chile, localizada no noroeste da Região Metropolitana de Santiago. 
A superfície da província é de 2.109,7 km² e população de 4.728.443 habitantes. A capital provincial é a cidade de Colina.

## Geografia
A província localiza-se na porção noroeste da Região Metropolitana de Santiago, limitando-se: sudoeste com a província de Melipilla; a sudeste com a província de Santiago; a oeste com as províncias de Marga Marga e Quillota, na Região de Valparaíso; a norte com San Felipe de Aconcágua e Los Andes.
A província é constituída por 3 comunas:
- Colina
- Lampa
- Tiltil